# Rifugio Bozzi
Il rifugio Bozzi (2.478 m s.l.m. - in forma più completa "rifugio Angelino Bozzi al Montozzo") è un rifugio alpino situato nel gruppo Ortles-Cevedale nel Parco dello Stelvio in alta val Camonica.
Si trova lungo il sentiero n. 2 "alta via camuna", nel tratto che collega Ponte di Legno e il Passo Gavia. 

## Caratteristiche
Il rifugio si trova in valle di Viso (laterale della val Camonica) nella conca del Montozzo.
È intitolato ad Angelino Bozzi, militare caduto nel 1915 sul vicino Torrione di Albiolo.

## Storia
il rifugio era una caserma della Regia Guardia di Finanza che aveva il compito di impedire il contrabbando con l'Austria.
Durante la prima guerra mondiale divenne un caposaldo presidiato dal battaglione Edolo e dal battaglione Val d'Intelvi.
Durante questo conflitto intorno al rifugio furono costruiti baraccamenti e trincee per l'alloggio e la difesa dei soldati.

## Accesso
Si sale al rifugio dalla valle di Viso in circa due ore per una facile mulattiera che fu costruita nel primo conflitto mondiale ed ha il segnavia CAI n. 52.

## Ascensioni
- Corno dei Tre Signori - 3.360 m
- Punta di Ercavallo - 3.068 m
- Punta d'Albiolo - 2.969 m
- Punta di Montozzo - 2.863 m
- Cima Casaiole - 2.779 m

## Traversate
- Al passo del Tonale per il  passo dei Contrabbandieri
- Al passo di Gavia per il  piano di Ercavallo e la  Bocchetta Corno dei Tre Signori